# Savoie (battello a vapore)
Il Savoie è un battello a vapore facente parte della flotta Belle Époque della Compagnie Générale de Navigation sur le lac Léman (CGN).
Il battello percorre la tratta Ginevra-Yvoire.

## Storia
È stato costruito nel 1914 dai fratelli Sulzer.
Aveva un battello "gemello" il Valais, costruito nel 1913 e demolito nel 2003.

### Revisioni
- Nel 1924 vennero sostituiti i tubi della caldaia.
- Nel 1928 si installò un tetto in metallo sul ponte superiore.
- Nel 1950 è stato revisionato il salone di prima classe.
- Tra il 1966 e il 1967 le due caldaie originali furono sostituiti da nuove a gasolio, è stato installato un nuovo sistema elettro-idraulico di controllo del timone. Il sistema elettrico passa da 65 volt a 220 volt.
- Tra il 2004 e il 2006 grazie ad un budget di 10.2 milioni di franchi svizzeri, il battello è stato completamente revisionato e le caldaie vengono nuovamente sostituite.

## Altro
Dal 2011, la flotta Belle Époque (che comprende anche il battello Savoie) è parte dei monumenti storici del Canton Vaud.

## Galleria d'immagini

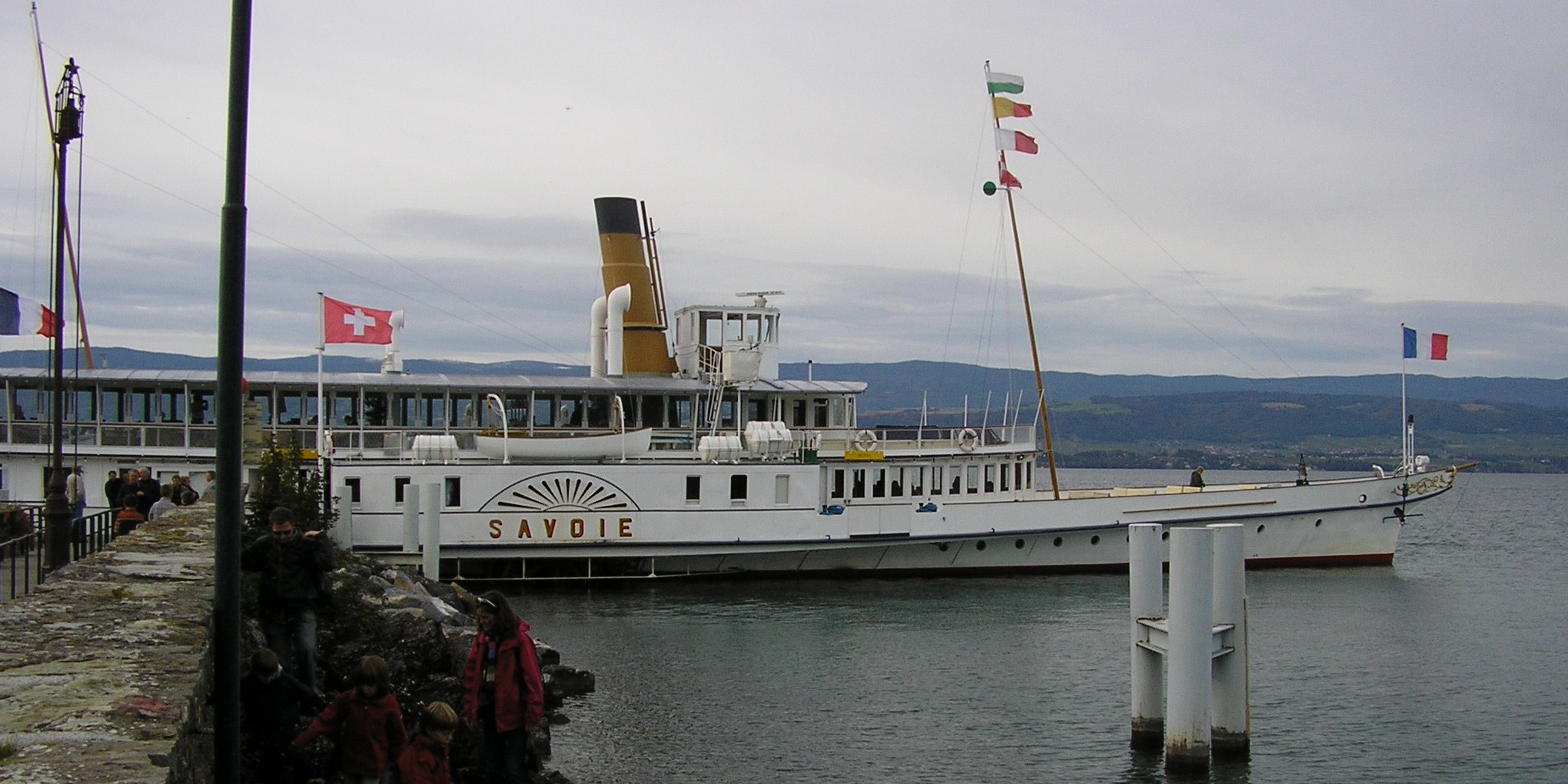
A Yvoire nel 2008
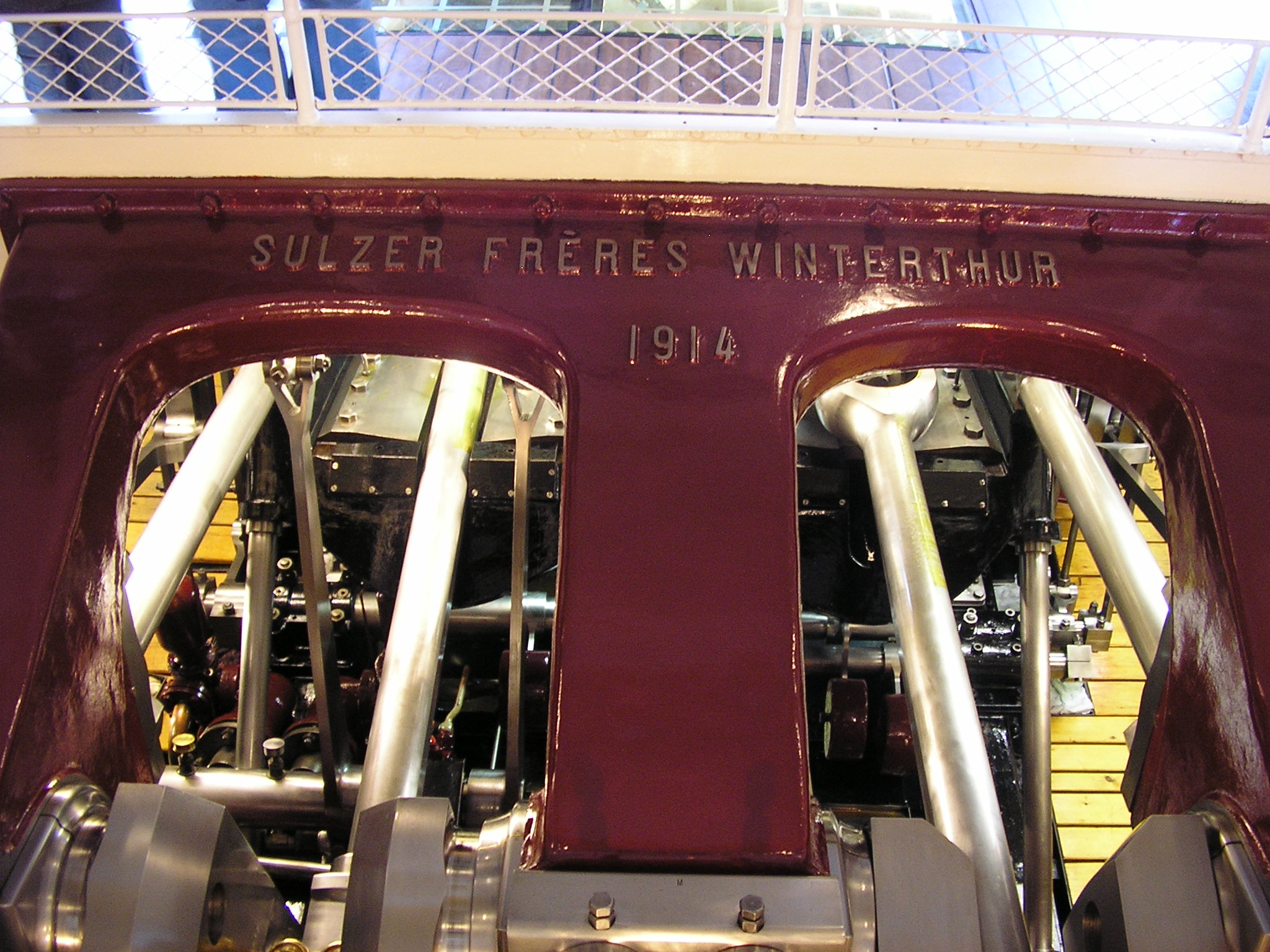
Le macchine
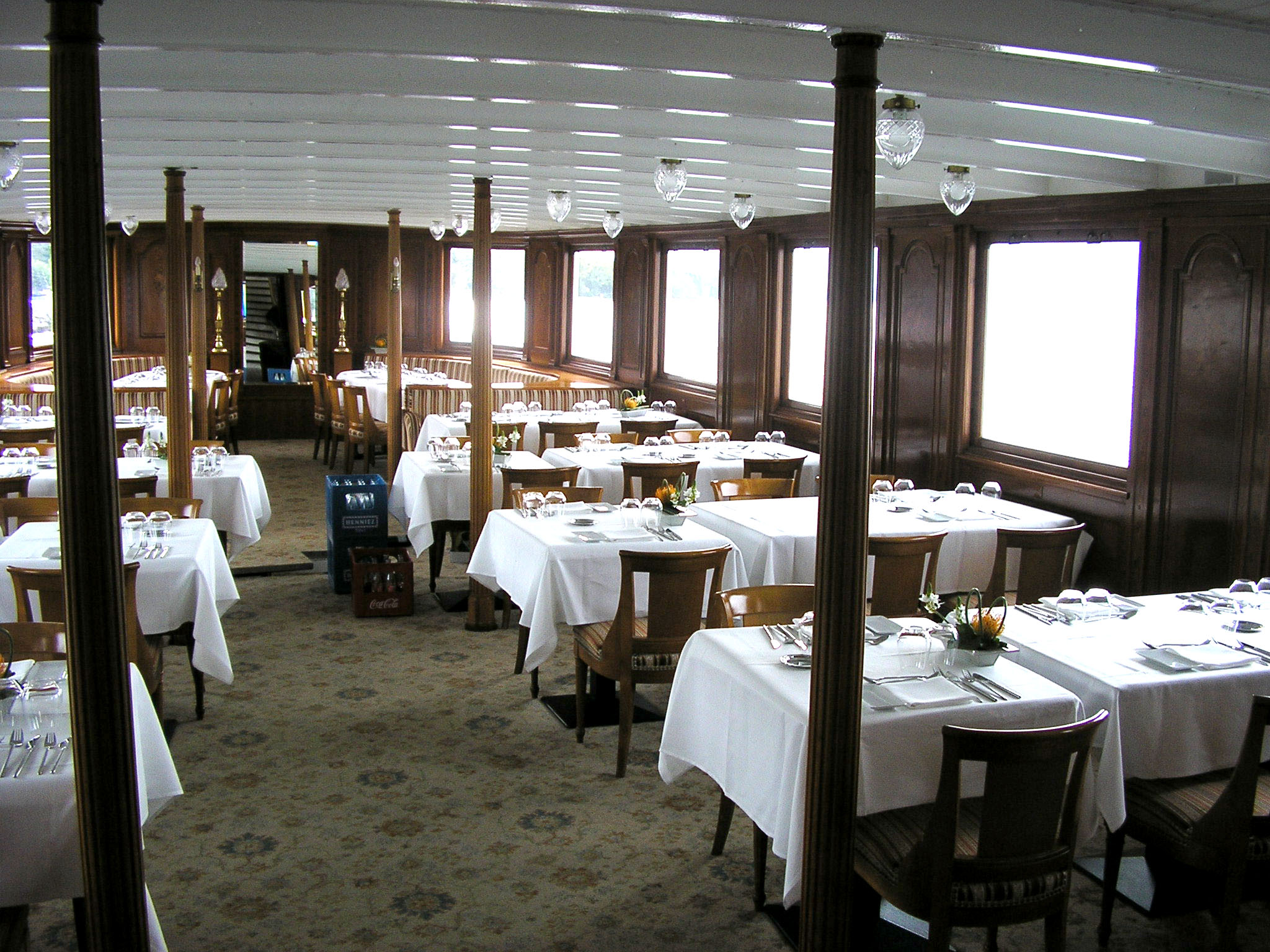
Il ristorante
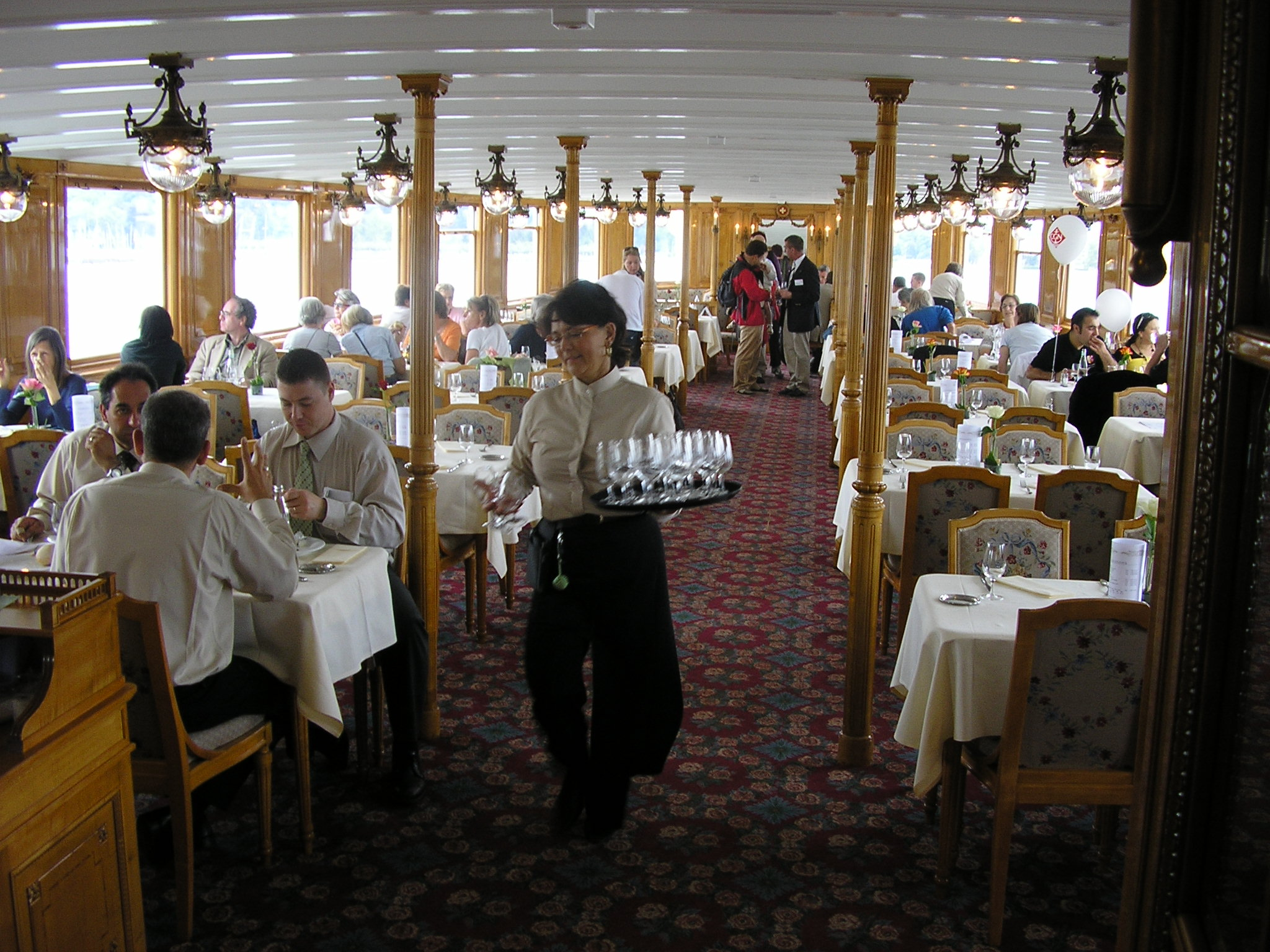
Ristorante di prima classe